# Hal Gausman
Hal Gordon Gausman (meist Hal Gausman oder Hal G. Gausman; * 13. November 1917 in Los Angeles, Kalifornien; † 1. Juni 2003 in Ventura County, Kalifornien) war ein US-amerikanischer Szenenbildner und Filmausstatter.

## Leben
Hal Gausman begann seine Karriere 1952 als Szenenbildner einer Episode der US-amerikanischen Fernsehserie Polizeibericht. Zwischen 1957 und 1959 arbeitete er an der Serie Zorro mit Guy Williams in der Titelrolle das erste Mal für die Walt-Disney-Studios. Von 1959 bis 1974 war er für die Serie Disneyland tätig. Nach seiner Mitarbeit bei dem auf der Fernsehserie Zorro basierenden Spielfilm erhielt er für seine Ausstattung seines nächsten Disneyfilmes Der fliegende Pauker seine erste Oscar-Nominierung. 1964 wurde er für Mary Poppins ein zweites Mal nominiert, eine dritte Nominierung folgte 1971 für Die tollkühne Hexe in ihrem fliegenden Bett. Seine letzte Oscar-Nominierung für eine Disneyproduktion erhielt er 1974 für Insel am Ende der Welt.
Mitte der 1970er Jahre arbeitete Gausman für Universal Pictures und wirkte unter anderem am Kriegsfilm MacArthur – Held des Pazifik mit Gregory Peck in der Hauptrolle mit. 1978 erhielt er erstmals eine Nominierung für den Emmy Award. Im selben Jahr arbeitete er erstmals mit John Landis, dessen Filmkomödien Ich glaub’, mich tritt ein Pferd und Blues Brothers er ausstattete. Für The Untouchables – Die Unbestechlichen wurde er ein fünftes und letztes Mal für den Oscar nominiert, den er nie gewann. Zuletzt arbeitete er von 1988 bis 1989 an der Fernsehserie Falcon Crest.

## Filmografie (Auswahl)
- 1952: Polizeibericht (Dragnet)
- 1957–1959: Zorro
- 1959–1974: Disneyland
- 1960: Der fliegende Pauker (The Absent-Minded Professor)
- 1961: Die Vermählung ihrer Eltern geben bekannt (The Parent Trap)
- 1963: Der Pauker kann’s nicht lassen (Son of Flubber)
- 1964: Mary Poppins
- 1965: Gilligans Insel (Gilligan's Island)
- 1968: Ein toller Käfer (The Love Bug)
- 1968: Käpt’n Blackbeards Spuk-Kaschemme (Blackbeard's Ghost)
- 1973: Big Boy – Der aus dem Dschungel kam (The World's Greatest Athlete)
- 1971: Die tollkühne Hexe in ihrem fliegenden Bett (Bedknobs and Broomsticks)
- 1974: Insel am Ende der Welt (The Island at the Top of the World)
- 1974: Herbie groß in Fahrt (Herbie Rides Again)
- 1977: MacArthur – Held des Pazifik (MacArthur)
- 1978: Ich glaub’, mich tritt ein Pferd (National Lampoon’s Animal House)
- 1980: Blues Brothers (The Blues Brothers)
- 1983: Dr. Detroit (Doctor Detroit)
- 1985: Zurück in die Zukunft (Back to the Future)
- 1987: Der weiße Hai – Die Abrechnung (Jaws: The Revenge)
- 1987: The Untouchables – Die Unbestechlichen (The Untouchables)
- 1988–1989: Falcon Crest

## Auszeichnungen
- 1962: Oscar-Nominierung für Der fliegende Pauker
- 1965: Oscar-Nominierung für Mary Poppins
- 1972: Oscar-Nominierung für Die tollkühne Hexe in ihrem fliegenden Bett (1971)
- 1975: Oscar-Nominierung für Insel am Ende der Welt
- 1978: Emmy-Award-Nominierung für It Happened One Christmas
- 1986: Emmy-Award-Nominierung für Früher Frost – Ein Fall von Aids
- 1988: Oscar-Nominierung für The Untouchables – Die Unbestechlichen